# Phil Jackson Ibargüen
Phil Jackson Ibargüen  (Acandí, Colombia; 2 de febrero de 1985) es un exfutbolista colombiano que jugaba en la posición de delantero. Ibargüen fue víctima de la trata de personas cuando militaba en Bosnia y Herzegovina.
Actualmente Jackson es conferencista y vive al sur de la ciudad de Bogotá junto con su esposa y sus 3 hijos.

## Víctima de trata
Ibargüen le puso fin a su pesadilla de nueve meses, lapso en el que dejó de ver a su familia que se encontraba en Bosnia y a la que tuvo que abandonar para buscar nuevas oportunidades en el balompié nacional y traerla de vuelta. Llegó a Colombia con una propuesta de un empresario relacionado con el cuadro barranquillero Uniautónoma, equipo con el que según él firmó un contrato, pero que luego resultó cancelado. A raíz de ese hecho, Jackson rompió su silencio y denunció ante el Ministerio del Trabajo, por medio de la Fundación Esperanza, ser víctima de trata de personas, ya que viajó a jugar a Europa con promesas que varios clubes de ese continente le hicieron y jamás cumplieron. De acuerdo con sus declaraciones, prácticamente tuvo que trabajar gratis, por lo que no tuvo dinero para traer al país a su familia. Su petición fue escuchada y pudo recontrarse con su esposa e hijos.

## Selección Colombia
Fue convocado por los entrenadores José Helmer Silva y Eduardo Lara para la Selección de fútbol de Colombia que en el 2004 participó en el Torneo Esperanzas de Toulón de Francia. Allí compartió plantel con notables jugadores como: Freddy Guarin, Cristian Zapata, Radamel Falcao García, Hugo Rodallega, Dayro Moreno, Bambino Otálvaro, Oscar Velasco entre otros.
En la segunda fecha del certamen anotó el gol de la victoria 2-1 ante China, la otra anotación la convirtió Falcao.

## Clubes
| Club            | País                 | Año         |
| --------------- | -------------------- | ----------- |
| Cortuluá        | Colombia             | 2004        |
| Santa Fe        | Colombia             | 2004        |
| Delfín SC       | Ecuador              | 2006        |
| Paços Ferreira  | Portugal             | 2006 - 2007 |
| São João de Ver | Portugal             | 2007        |
| Tondela         | Portugal             | 2008        |
| FK Laktasi      | Bosnia y Herzegovina | 2008 - 2009 |
| Čelik Zenica    | Bosnia y Herzegovina | 2009 - 2010 |
| Sloga Uskoplje  | Bosnia y Herzegovina | 2011 - 2012 |
| Zrinjski Mostar | Bosnia y Herzegovina | 2012        |
| Slodoba Tuzla   | Bosnia y Herzegovina | 2012 - 2013 |
| Al-Ittihad Ibb  | Yemen                | 2014        |
| Al-Khor         | Catar                | 2014 - 2015 |
| Imbabura        | Ecuador              | 2016        |